# Theater des Pompeius

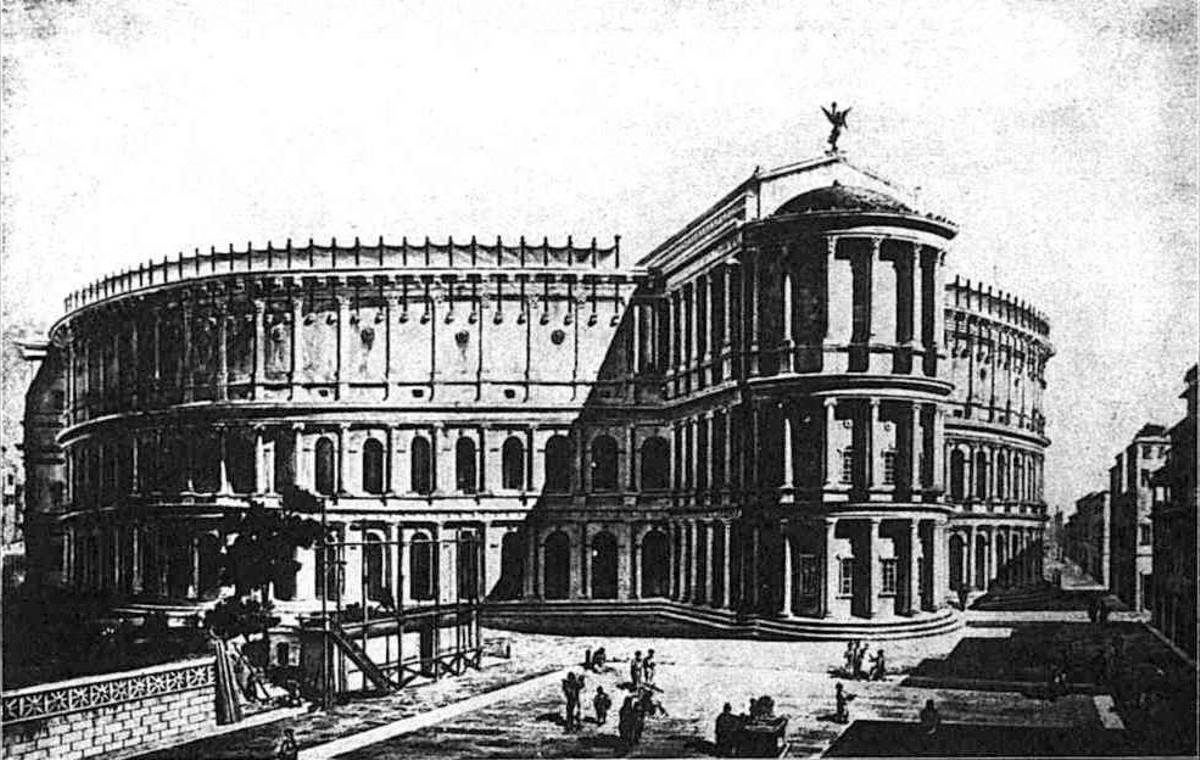
Rekonstruktion des Theaters

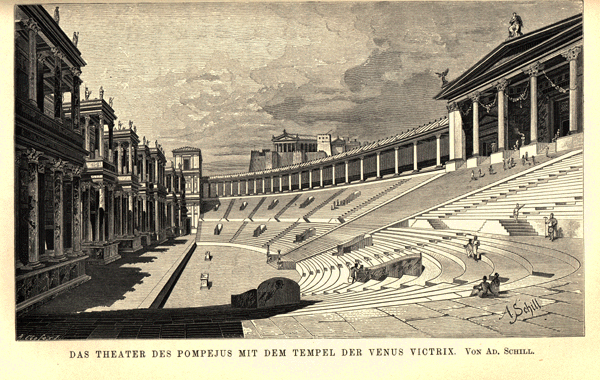
Theater des Pompeius (Rekonstruktionszeichnung)

Das Theater des Pompeius war der erste dauerhaft und aus Stein errichtete Theaterbau im antiken Rom. Es wurde von Gnaeus Pompeius Magnus nach seinem dreifachen Triumph im Jahr 61 v. Chr. in Auftrag gegeben und während seines zweiten Konsulats im Jahr 55 v. Chr. mit prächtigen Festspielen eingeweiht, bei denen unter anderem 600 Löwen, 410 Panther, ein Nashorn und 18 Elefanten zur Schau gestellt wurden. Es wurde auch „Pompeianisches Theater“, „Marmornes Theater“ und „Großes Theater“ genannt. In der an das Theater anschließenden Portikus wurde Gaius Iulius Caesar von Verschwörern am 15. März 44 v. Chr. erdolcht.

## Die Anlage des Theaters
Das Theater lag auf dem Marsfeld, nordwestlich des Circus Flaminius. Es fasste etwa 17.500 Zuschauer und erstreckte sich etwas südlich der heutigen Kirche Sant’Andrea della Valle, in etwa auf dem Gelände, wo sich heute die Piazza del Teatro di Pompeo, die Kirche Santa Maria in Grottapinta, die Via di Grotta pinta und die Piazza dei Satiri befinden. Ihm angeschlossen war die Portikus des Pompeius, die bis zum Republikanischen Forum am heutigen Largo di Torre Argentina reichte.
Die Außenfassade der halbkreisförmigen Zuschauertribüne (cavea) bestand aus drei Reihen von Bögen, die mit Säulen geschmückt waren. Die untere Reihe bestand aus dorischen, die mittlere aus ionischen und die obere aus korinthischen Säulen. Von den unteren Arkaden sind Reste von 24 Bögen aus Peperino gefunden worden, vor denen Säulen aus rotem Granit standen. Der Durchmesser des Theaters betrug 150–160 Meter, die Länge der Bühne 95 Meter. Nach Plinius dem Älteren fasste die Cavea 40.000 Zuschauer. Diese Zahl darf jedoch nicht unkritisch übernommen werden; moderne Berechnungen gehen davon aus, dass nicht mehr als 17.500 Zuschauer den Theateraufführungen beiwohnen konnten.
Das Gebäude verfügte über einen speziellen Versammlungsraum für den Senat (die sogenannte Curia Pompeia), und hier wurden öfter Senatssitzungen abgehalten. Dies lag daran, dass bestimmte Senatoren das Pomerium, die heilige Zone Roms, nicht betreten durften. Das Theater des Pompeius auf dem Campus Martius lag außerhalb des Pomeriums.

## Die Geschichte des Theaters

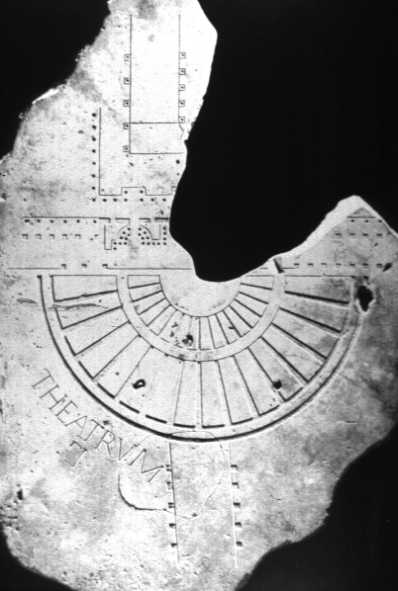
Grundriss des Pompeiustheater auf einem Fragment der Forma Urbis

Bezüglich des Bauplans ließ sich Pompeius stark vom Theater in Mytilene anregen. Innen stattete er sein Theater mit Statuen aus, die die 14 von ihm unterworfenen Völker darstellten. Er fürchtete Konflikte mit dem Senat, weil er ein dauerhaftes Theater baute. Um diese zu vermeiden, ließ er einen Tempel der Venus Victrix am oberen Rand der Zuschauertribüne errichten. So schienen die Ränge wie Stufen, die zum Tempel führten. Dann ließ er den gesamten Gebäudekomplex zum Tempel und nicht zum Theater widmen. Außerdem gab es noch Altäre für drei weitere Gottheiten, nämlich für Honos (Ehre), Virtus (Tugend) und Felicitas (Glück). Der Bau war das erste dauerhaft aus Stein errichtete Theater in Rom. Bis dahin hatte der römische Senat derartige dauerhafte Theaterbauten zu verhindern gewusst. Erst mit den Bauten der etwa gleichzeitig um 13 v. Chr. fertiggestellten Theater des Balbus und des Marcellus standen weitere steinerne Theater in Rom zur Verfügung. 
Augustus ließ das Theater mit großem finanziellen Aufwand im Jahr 32 v. Chr. renovieren. Außerdem ließ er die Statue des Pompeius, vor der Caesar ermordet worden war, aus der Curia Pompei entfernen und im Theater selbst aufstellen. Der Bau brannte 21 n. Chr. ab. Da niemand aus der Familie des Pompeius in der Lage war, ihn wiederherzustellen, veranlasste dies Kaiser Tiberius. Da zu seiner Zeit die Arbeiten noch nicht abgeschlossen werden konnten, wird die Fertigstellung seinem Nachfolger Caligula zugeschrieben. 
Als im Jahr 66 n. Chr. Tiridates, der König von Armenien, Rom besuchte, ließ Nero die Bühne und das Äußere des Theaters für diesen einen Anlass vergolden und purpurne Sonnensegel über die Zuschauertribüne (cavea) spannen. Im Jahr 80 brannte die Tribüne, doch wurde sie relativ schnell wieder repariert. Ein weiteres Mal brannte das Theater im Jahr 247 n. Chr. und nochmals unter der Herrschaft des Carinus nieder, danach wurde es von Diokletian und Maximian erneuert. Auch die Kaiser Arcadius und Honorius ließen Reparaturarbeiten durchführen. Das letzte Mal wurde es von Quintus Aurelius Memmius Symmachus auf Befehl Theoderichs zwischen 507 und 511 repariert. Die Ausbesserungsarbeiten müssen das Gebäude immer weiter verschönert haben, denn es wird von Cassius Dio und Ammianus Marcellinus als eines der schönsten Gebäude der Stadt erwähnt. Direkt außerhalb der südöstlichen Seite der Bühne lag der Säulengang Porticus Pompei, unter den sich die Zuschauer bei einsetzendem Regen unterstellen konnten.
Nach den zerstörerischen Gotenkriegen 535–554 wurde ein Theater dieser Größe nicht mehr benötigt, weil die römische Bevölkerung deutlich geschrumpft war. Der Marmor des Theaters wurde als Baumaterial für andere Gebäude genutzt. Aufgrund der Nähe zum Tiber wurde das Gebäude regelmäßig überschwemmt, was weitere Schäden hervorrief. Trotzdem blieb es in seinen Grundmauern bis ins 9. Jahrhundert erhalten. Im 11. Jahrhundert wurden die Ruinen in zwei Kirchen und weitere Häuser umgewandelt. Dennoch war der Grundriss des alten Theaters noch erkennbar. Um 1150 kaufte die einflussreiche Familie Orsini das Gelände und wandelte es in eine Festung um. Im späten Mittelalter wurde der Campo de’ Fiori errichtet und die verbliebenen Reste des Theaters dienten als Steinbruch für die Errichtung neuer Gebäude in Rom.

## Der gegenwärtige Zustand des Theaters
Die Form des Theaters lässt sich noch heute gut im Grundriss des Viertels ablesen. Die genauen Abmessungen des Theaters sind aufgrund von Fundamenten der Cavea aus opus reticulatum zu erkennen. Die Kirche Santa Maria in Grottapinta ist in einen der Bögen eingebaut und leitet ihren Namen daraus ab. Die Fundamente des Venustempels wurden unter dem Palazzo Pio entdeckt, und die Scaena (Bühne) unter der Piazza dei Satiri. Die Via di Grotta pinta leitet ihren Namen und ihre Form von der Grotta ab, dem Chorgraben.

## Galerie

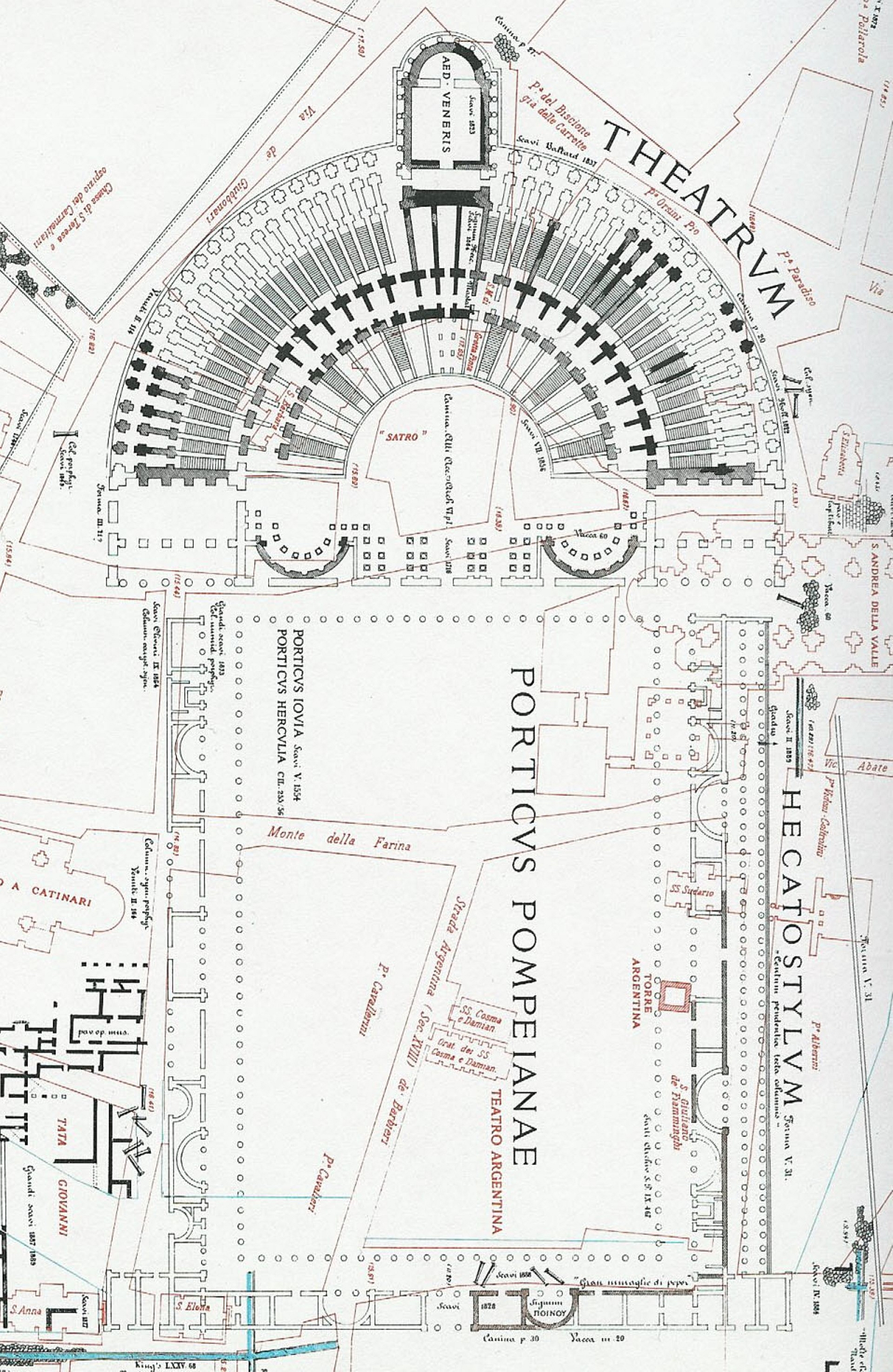
Lageplan des Pompeius-Theaters aus Forma Urbis Romae von Rodolfo Lanciani (1893)
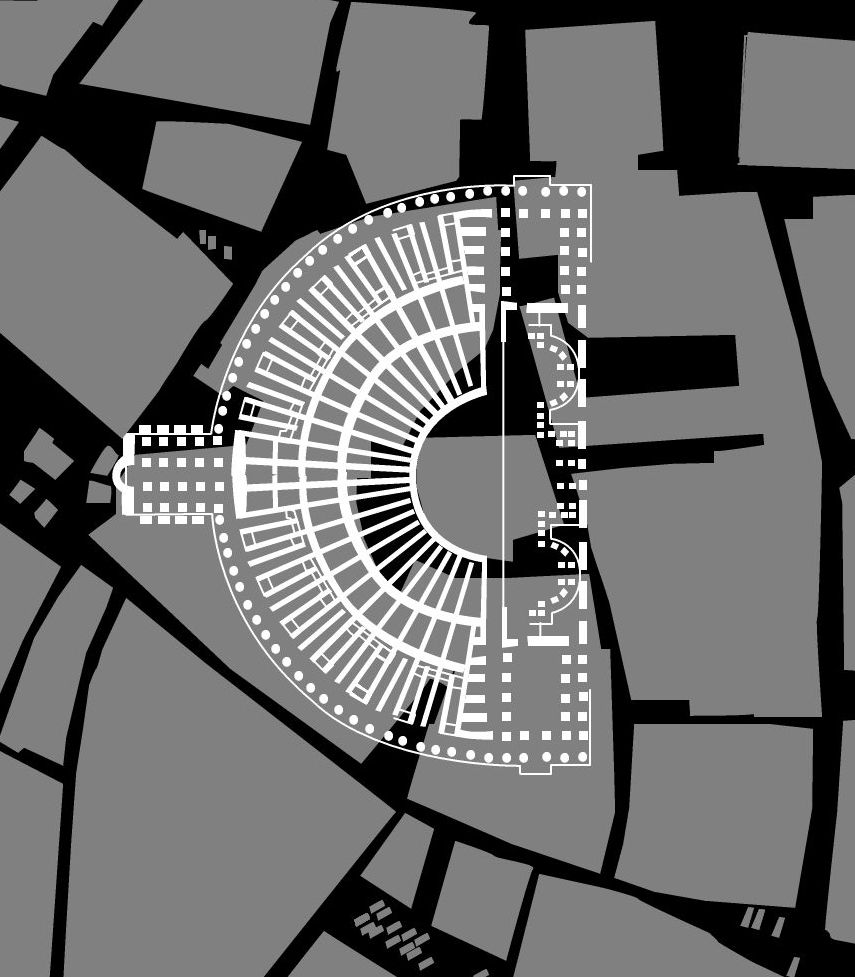
Stadtgrundriss des modernen Roms mit dem Grundriss des Theaters
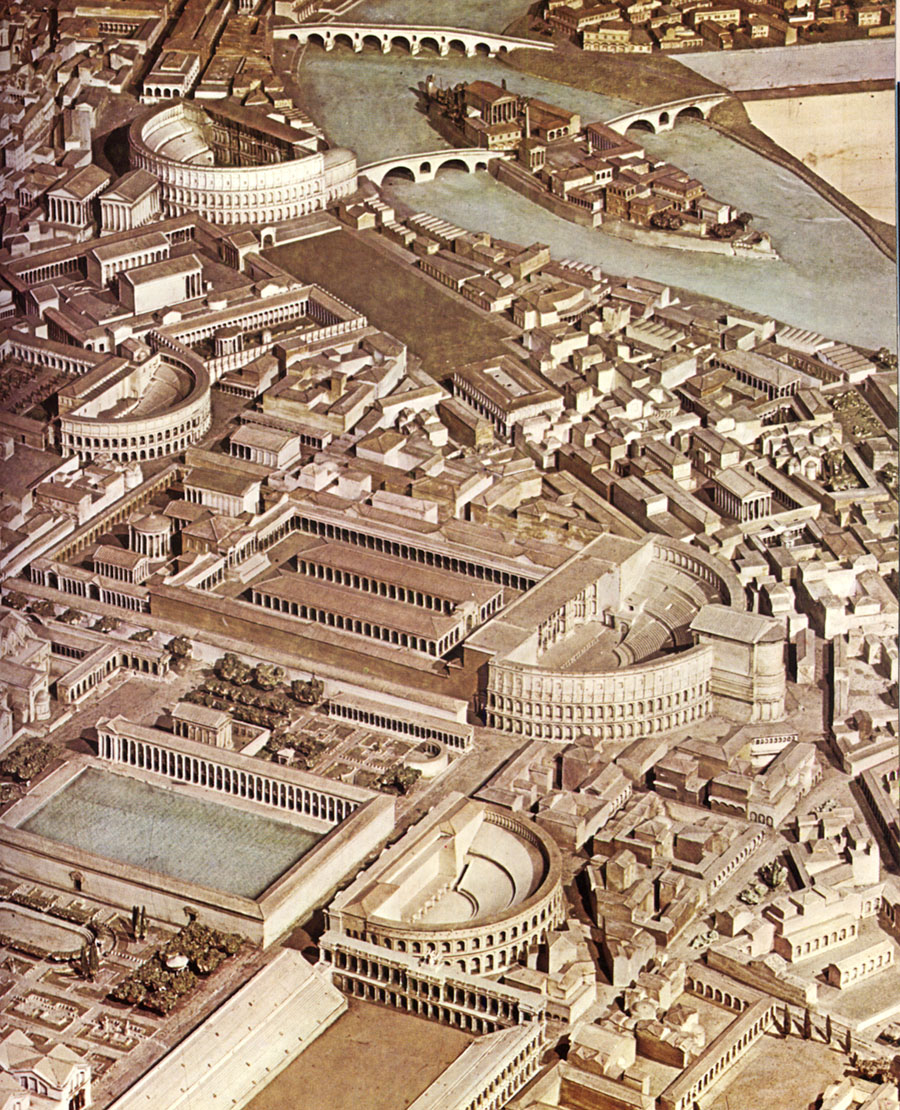
Theater (Bildmitte) im Stadtmodell des Museo della Civiltà Romana
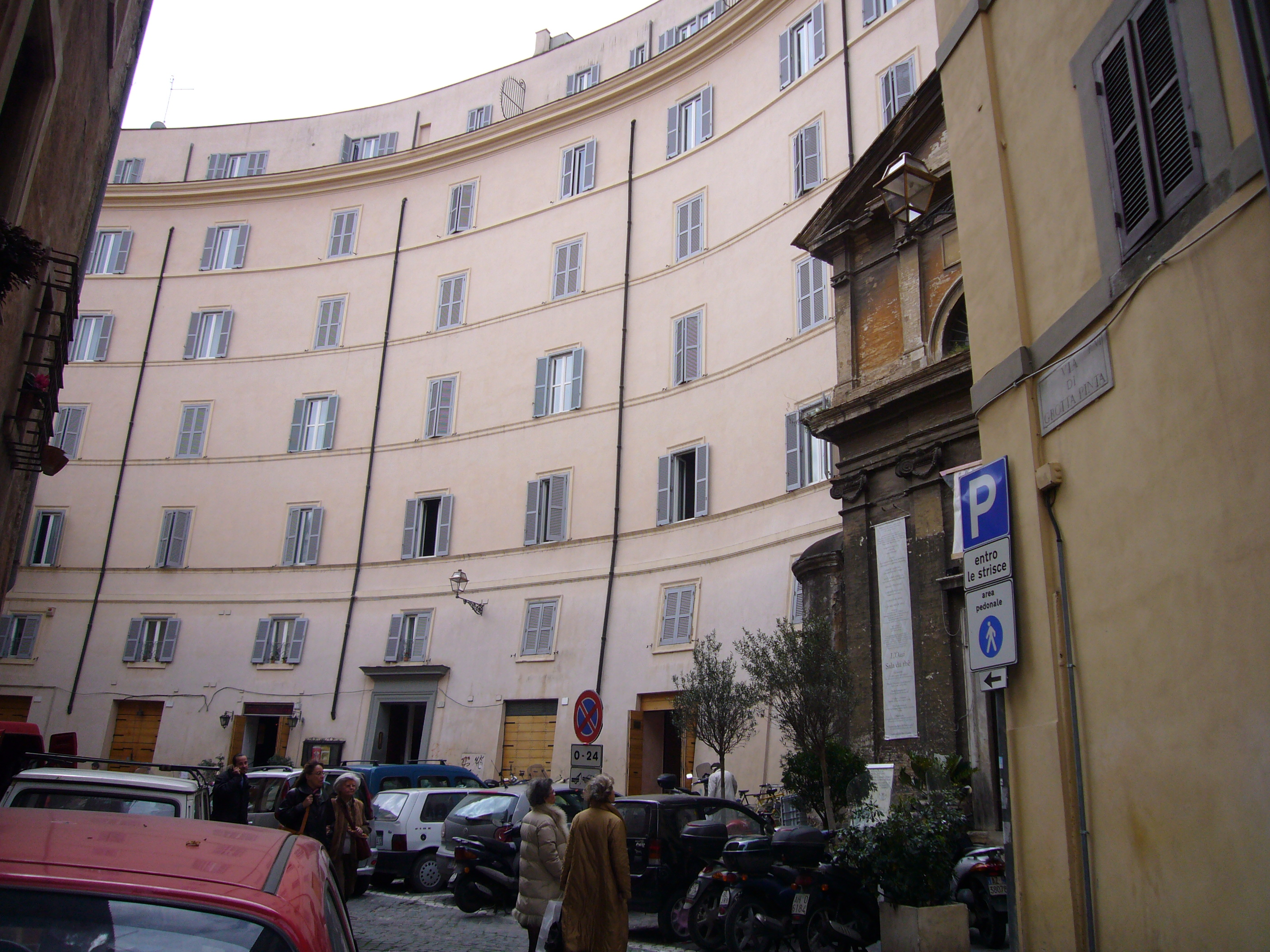
Die Häuser in der Via di Grotta Pinta wurden in die antike Cavea gebaut
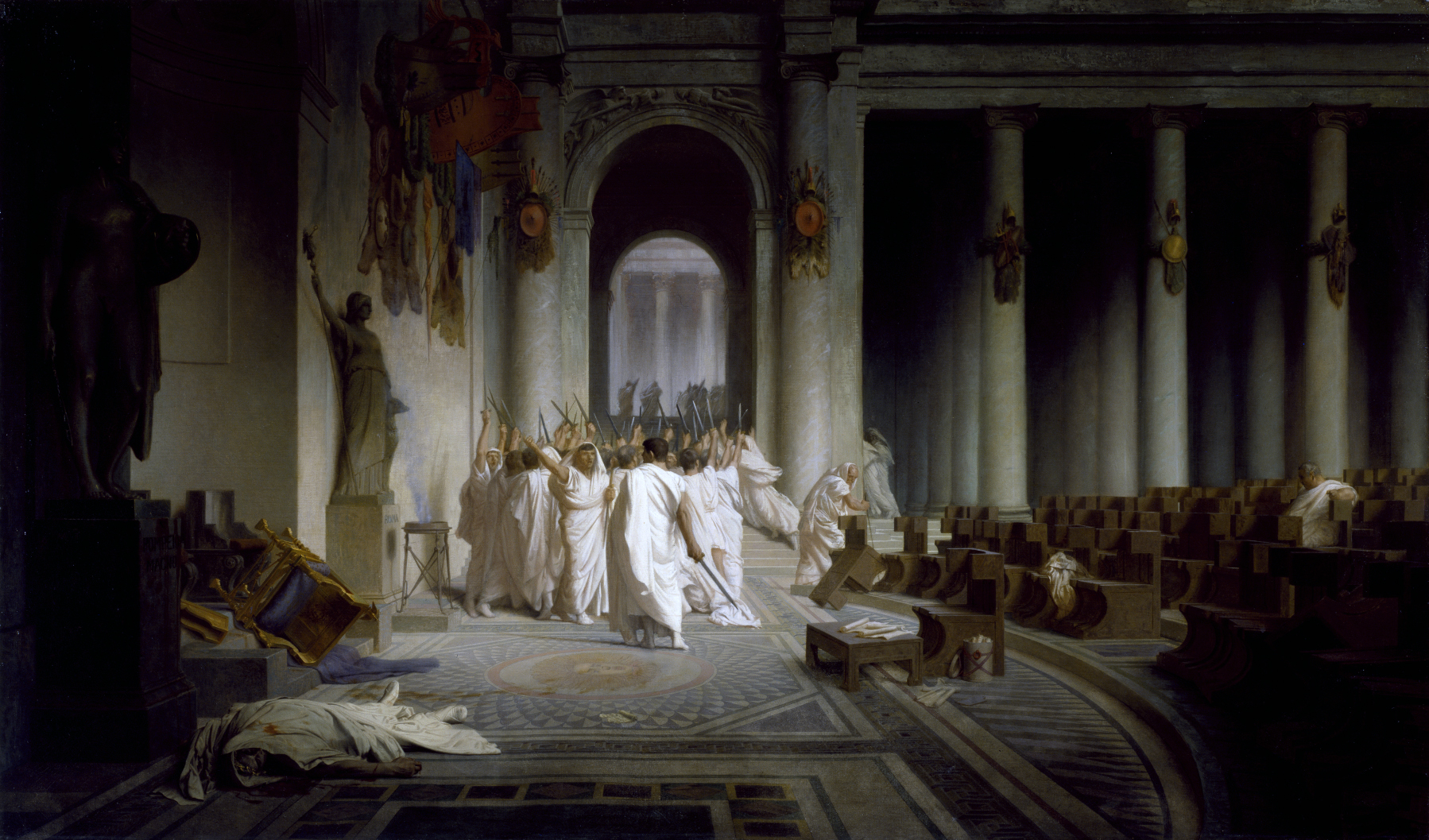
Der Tod des Caesar in der Curia Pompeia von Jean-Léon Gérôme